# 島村秀一
島村 秀一（しまむら ひでかず）は、日本の男性アニメーター、キャラクターデザイナー。

## 概要
- 1990年代は主に新房昭之監督・演出作品で原画・作画監督・キャラクターデザインを、2000年代は主にカサヰケンイチ監督作品のキャラクターデザインをそれぞれ担当した。
- J.C.STAFF制作の作品や長濱博史監督作品に多く関わる。

## 作品リスト

### テレビアニメ
1989年
- らんま1/2（原画）

1994年
- 幽☆遊☆白書 (テレビアニメ)（作画監督)
- メタルファイター♥MIKU（作画監督）

1996年
- セイバーマリオネットJ（1996年 - 1997年、キャラクターデザイン）
- 逮捕しちゃうぞ（1996年 - 1997年、第1期OP原画）

1998年
- セイバーマリオネットJtoX（1998年 - 1999年、キャラクターデザイン）

2000年
- 遊☆戯☆王デュエルモンスターズ（2000年 - 2004年、作画監督・原画・ED2作画監督・ED3作画監督）

2002年
- ヒートガイジェイ（2002年 - 2003年、作画監督）

2003年
- SPACE PIRATE CAPTAIN HERLOCK（作画監督・原画）
- デ・ジ・キャラットにょ（2003年 - 2004年、作画監督）

2004年
- 遊☆戯☆王デュエルモンスターズGX（2004年 - 2008年、絵コンテ）
- スウィート・ヴァレリアン（絵コンテ・演出・作画監督・原画）
- 妄想代理人（原画）
- ローゼンメイデン（OP原画）

2005年
- ハチミツとクローバー（キャラクターデザイン・作画監督）
- 蟲師（2005年、絵コンテ）

2006年
- ハチミツとクローバーII（キャラクターデザイン）
- 夢使い（キャラクターデザイン・総作画監督）

2007年
- のだめカンタービレ（キャラクターデザイン・総作画監督・作画監督）

2008年
- のだめカンタービレ 巴里編（キャラクターデザイン・総作画監督・作画監督）
- カオスヘッド（キャラクターデザイン）

2009年
- 初恋限定。（作画監督）

2010年
- のだめカンタービレ フィナーレ（キャラクターデザイン・総作画監督・作画監督）
- オオカミさんと七人の仲間たち（OP原画）
- おとめ妖怪 ざくろ（総作画監督）

2011年
- 緋弾のアリア（総作画監督）
- うさぎドロップ（作画監督・作画監督補佐）
- 君と僕。（プロップデザイン）
- マケン姫っ!（OP原画）

2012年
- 君と僕。2（プロップデザイン）
- キルミーベイベー（作画監督・OP原画）
- あの夏で待ってる（OP原画）
- ギルティクラウン（ED2作画監督・ED2原画）
- リトルバスターズ!（OP原画）

2013年
- 惡の華（キャラクターデザイン）

2016年
- クラシカロイド（作画監督）

2017年
- クロックワーク・プラネット（キャラクターデザイン・作画監督・総作画監督）

2018年
- BAKUMATSU（アニメキャラクターデザイン）
- BAKUMATSUクライシス（アニメキャラクターデザイン）

2020年
- 魔入りました!入間くん（作画監督）

### 劇場アニメ
1995年
- スレイヤーズ（原画）

1996年
- X -エックス-（原画）

2004年
- 劇場版 NARUTO -ナルト- 大活劇!雪姫忍法帖だってばよ!!（原画）
- 遊☆戯☆王デュエルモンスターズ 光のピラミッド（モンスターデザイン）

2008年
- HELLS ANGELS（原画）

2010年
- TRIGUN Badlands Rumble（メイン作画監督）

2012年
- コードギアス 亡国のアキト（総作画監督）

2013年
- コードギアス 亡国のアキト（第2章、総作画監督）

2015年
- コードギアス 亡国のアキト（第3章、第4章、総作画監督）

2016年
- コードギアス 亡国のアキト（最終章、総作画監督）

2021年
- アイの歌声を聴かせて（キャラクターデザイン・作画監督）

### OVA
1992年
- グリーンレジェンド乱（1992年 - 1993年、作画監督・原画）

1994年
- 東京BABYLON2（作画監督）
- なつきクライシス（キャラクターデザイン・作画監督）
- KIZUNA 2（原画）

1997年
- それゆけ!宇宙戦艦ヤマモト・ヨーコII（原画）
- またまたセイバーマリオネットJ（1997年 - 1998年、キャラクターデザイン・総作画監督）

1999年
- 快刀乱麻 THE ANIMATION（キャラクターデザイン・作画監督）

2000年
- 天使禁猟区（キャラクターデザイン・作画監督）

2004年
- まかせてイルか!（原画）

2005年
- おとぎ銃士 赤ずきん（原画）

2008年
- デトロイト・メタル・シティ（総作画監督）

2024年
- コードギアス 奪還のロゼ（キャラクターデザイン）

### ゲーム
- メタルファイター♥MIKU（1995年、サブキャラクターデザイン・原画）
- Solatorobo それからCODAへ（2010年、アニメパート作画監督・原画）